# Spirostreptus voeltzkowi
Spirostreptus voeltzkowi är en mångfotingart som beskrevs av Carl Graf Attems 1910. Spirostreptus voeltzkowi ingår i släktet Spirostreptus och familjen Spirostreptidae. Utöver nominatformen finns också underarten S. v. minor.